# Gammeltoftsgade
Gammeltoftsgade er en gade mellem Øster Søgade og Øster Farimagsgade i Indre By (København), opkaldt efter Jens Christian Juulsgaard Gammeltoft (1818–1873), der var borgmester i København fra 1860. Gammeltoft blev valgt til Københavns Borgerrepræsentation i 1856 og havde blandt andet ansvar for kommunens hospitalsvæsen i den periode, hvor Kommunehospitalet blev opført.
Gammeltoft var opkaldt efter sin fødegård på Lemvigegnen. Bebyggelsen i Gammeltoftsgade blev opført fra 1870 og frem, efter at Københavns voldanlæg blev nedlagt.
Gaden har kun boligbebyggelse på nordsiden, da den sydlige del løber langs Kommunehospitalet. Fra 1600-tallet lå der en kanal langs gaden, der forbandt Sortedamssøen med Stadsgraven, voldgraven foran Københavns Befæstning. Kanalen blev også brugt til drikkevandsforsyning og blev i 1700-tallet omdannet til en overdækket tunnel. Anlægget af tunnellen blev ledet af militærarkitekten Heinrich Ernst Peymann og fik navnet Peymanns Rende.